# Лісна Рудня
Лісна́ Ру́дня — село в Україні, розташоване в Романівській територіальній громаді, Житомирського району, Житомирської області. Колишній орган місцевого самоврядування — Романівська селищна рада.

## Географія
Селом протікає річка Крута, ліва притока Лісової.

## Населення
| Рік                | 1989 | 2001 |
| ------------------ | ---- | ---- |
| Наявне населення   | 236  | 200  |
| Постійне населення | 241  | 205  |